# Dicladocerus borrowi
Dicladocerus borrowi är en stekelart som först beskrevs av Girault 1917.  Dicladocerus borrowi ingår i släktet Dicladocerus och familjen finglanssteklar. Inga underarter finns listade i Catalogue of Life.